# Katoliška dežela Piemont
Katoliška dežela Piemont je skupno ime za škofije in nadškofije v istoimenski italijanski deželi Piemont (Regione Piemonte). Obsega sledečih 17 škofij: Novara, Vercelli, Casale Monferrato, Alessandria, Asti, Acqui, Alba, Fossano, Mondovì, Cuneo, Saluzzo, Pinerolo, Susa, Torino, Ivrea, Aosta, Biella.
Po podatkih zbornika Istituto Centrale per il sostentamento del clero 2006 živi na površini 29.510 km² skupno 4.558.838 vernikov v 2.251 župnijah.
Pokristijanjevanje Piemonta je tesno povezano s svetim Evzebijem, škofom mesta Vercelli, ki je v četrtem stoletju bil najprej izgnan iz teh krajev, a se je po svojem povratku izkazal za zelo sposobnega organizatorja. Duhovščino je zbral v škofiji kot v nekakem samostanu in predvsem z zgledom utrjeval pobožnost vernikov. Na ta način se je nauk širil tudi v naslednjih stoletjih po vsej deželi. Rasli so novi samostani, ki so nudili zavetišče in pomoč ljudem v vsaki potrebi, predvsem ob arabskih vdorih. 